# Etmopterus bullisi
Etmopterus bullisi är en hajart som beskrevs av Bigelow och Schroeder 1957. Etmopterus bullisi ingår i släktet Etmopterus och familjen lanternhajar. IUCN kategoriserar arten globalt som otillräckligt studerad. Inga underarter finns listade i Catalogue of Life.